# Campo base Nordenskjöld
Il campo base Nordenskjöld è un campo base estivo di ricerca scientifica formato dalla base finlandese Aboa e dalla stazione svedese Wasa costruite entrambe fra il 1988 ed il 1989 a 200 m di distanza l'una dall'altra sulla Costa della principessa Martha (Terra della regina Maud), in Antartide.
Localizzato a una latitudine di 73°03' sud e 13°20' ovest si trova a 130 km dalla costa.
La struttura è intitolata all'esploratore svedese Otto Nordenskjöld.